# Eunidia scorteccii
Eunidia scorteccii là một loài bọ cánh cứng trong họ Cerambycidae.